# Caenocryptoides henanensis
Caenocryptoides henanensis là một loài tò vò trong họ Ichneumonidae.